# 増田繁人
増田 繁人（ますだ しげと 、1992年6月11日 - ）は、千葉県鎌ケ谷市出身の元プロサッカー選手。ポジションはディフェンダー（センターバック）。元日本プロサッカー選手会副会長。

## 来歴
少年時代は野球選手を目指しており、ピッチャーとしてプレーしていた。12歳からFCクラッキス松戸でサッカーを始めた。流通経済大学付属柏高校では主将を務め、同校の第89回全国高等学校サッカー選手権大会ベスト4入りに貢献した。日本高校選抜に選出され、主将としてチームを牽引した。
2011年、Jリーグ・アルビレックス新潟に入団、鎌ケ谷市出身者としては初のJリーガーとなった。同年、日本高校サッカー選抜の直前合宿・欧州遠征メンバーに選出された。2013年はザスパクサツ群馬へ、2014年は大分トリニータへ、2015年はJ3のFC町田ゼルビアへ期限付き移籍。町田ではレギュラーとしてプレーし、クラブのJ2昇格に貢献した。
2016年、アルビレックス新潟に4年ぶりに復帰。序盤にレギュラーとしてプレーするも徐々にポジションを喪失、苦しいシーズンを過ごした。
2017年3月、FC町田ゼルビアへ再び期限付き移籍。高校の同級生、吉田眞紀人と再びチームメイトになる。
2018年、ファジアーノ岡山へ完全移籍。
2020年、日本プロサッカー選手会副会長に、清武弘嗣らとともに就任した。しかし有馬賢二体制の下では出場機会に恵まれず、10月19日に藤枝MYFCへ完全移籍。
2021年、ブラウブリッツ秋田へ完全移籍、シーズン開幕からレギュラーとして28試合に出場、3得点を挙げた。シーズン終了後、両足関節変形性足関節症で手術を行った。手術に行った経緯やリハビリの状況などがnoteに綴られ、反響を呼んだ。
2023年、ナショナル・プレミアリーグス・ビクトリア（オーストラリア2部相当）のハイデルバーグ・ユナイテッドFCに加入した。
2024年2月15日に現役引退を発表した。

## 人物
- 2019年11月、元瀬戸内海放送アナウンサーの信長ゆかりと結婚[16]。2024年2月19日に第1児の妊娠を発表した[17][18]。

## 所属クラブ
- 鎌ヶ谷市立東部小学校
- 2005年 - 2007年 FCクラッキス松戸 (鎌ケ谷市立第二中学校)
- 2008年 - 2010年 流通経済大学付属柏高校
- 2011年 - 2017年  アルビレックス新潟
  - 2013年  ザスパクサツ群馬 (期限付き移籍)
  - 2014年  大分トリニータ (期限付き移籍)
  - 2015年  FC町田ゼルビア (期限付き移籍)
  - 2017年3月 - 同年11月  FC町田ゼルビア (期限付き移籍)
- 2018年 - 2020年10月  ファジアーノ岡山
- 2020年10月 - 同年12月  藤枝MYFC
- 2021年 - 2022年  ブラウブリッツ秋田
- 2023年 - 2024年2月  ハイデルバーグ・ユナイテッドFC（英語版）

## 個人成績
| 国内大会個人成績 | 国内大会個人成績 | 国内大会個人成績 | 国内大会個人成績 | 国内大会個人成績 | 国内大会個人成績 | 国内大会個人成績 | 国内大会個人成績 | 国内大会個人成績 | 国内大会個人成績 | 国内大会個人成績 | 国内大会個人成績 |
| 年度             | クラブ           | 背番号           | リーグ           | リーグ戦         | リーグ戦         | リーグ杯         | リーグ杯         | オープン杯       | オープン杯       | 期間通算         | 期間通算         |
| 年度             | クラブ           | 背番号           | リーグ           | 出場             | 得点             | 出場             | 得点             | 出場             | 得点             | 出場             | 得点             |
| 日本             | 日本             | 日本             | 日本             | リーグ戦         | リーグ戦         | リーグ杯         | リーグ杯         | 天皇杯           | 天皇杯           | 期間通算         | 期間通算         |
| ---------------- | ---------------- | ---------------- | ---------------- | ---------------- | ---------------- | ---------------- | ---------------- | ---------------- | ---------------- | ---------------- | ---------------- |
| 2011             | 新潟             | 20               | J1               | 2                | 0                | 0                | 0                | 0                | 0                | 2                | 0                |
| 2012             | 新潟             | 20               | J1               | 0                | 0                | 0                | 0                | 1                | 0                | 1                | 0                |
| 2013             | 群馬             | 30               | J2               | 11               | 1                | -                | -                | 1                | 0                | 11               | 1                |
| 2014             | 大分             | 2                | J2               | 1                | 0                | -                | -                | 1                | 0                | 2                | 0                |
| 2015             | 町田             | 15               | J3               | 32               | 4                | -                | -                | 3                | 0                | 35               | 4                |
| 2016             | 新潟             | 3                | J1               | 14               | 1                | 4                | 0                | 1                | 0                | 19               | 1                |
| 2017             | 新潟             | 3                | J1               | 0                | 0                | 0                | 0                | -                | -                | 0                | 0                |
| 2017             | 町田             | 25               | J2               | 26               | 2                | -                | -                | 1                | 0                | 27               | 2                |
| 2018             | 岡山             | 5                | J2               | 15               | 1                | -                | -                | 0                | 0                | 15               | 1                |
| 2019             | 岡山             | 5                | J2               | 8                | 1                | -                | -                | 2                | 1                | 10               | 2                |
| 2020             | 岡山             | 5                | J2               | 0                | 0                | -                | -                | -                | -                | 0                | 0                |
| 2020             | 藤枝             | 35               | J3               | 0                | 0                | -                | -                | -                | -                | 0                | 0                |
| 2021             | 秋田             | 32               | J2               | 28               | 3                | -                | -                | 0                | 0                | 28               | 3                |
| 2022             | 秋田             | 32               | J2               | 0                | 0                | -                | -                | 0                | 0                | 0                | 0                |
| 通算             | 日本             | 日本             | J1               | 16               | 1                | 4                | 0                | 2                | 0                | 22               | 1                |
| 通算             | 日本             | 日本             | J2               | 89               | 8                | -                | -                | 5                | 1                | 94               | 9                |
| 通算             | 日本             | 日本             | J3               | 32               | 4                | -                | -                | 3                | 0                | 35               | 4                |
| 総通算           | 総通算           | 総通算           | 総通算           | 137              | 13               | 4                | 0                | 10               | 1                | 151              | 14               |

その他の公式戦
- 2015年
  - J2・J3入れ替え戦 2試合0得点

- Jリーグ初出場 - 2011年10月1日 J1第28節 横浜F・マリノス戦 (東北電力ビッグスワンスタジアム)
- Jリーグ初得点 - 2013年4月28日 J2第11節 徳島ヴォルティス戦 (正田醤油スタジアム群馬)

## 代表歴
- 日本高校サッカー選抜 (2011年2月-4月)